# Монжиты
Монжиты (лат. Xolmis) — род южноамериканских воробьинообразных птиц из семейства тиранновых (Tyrannidae).

## Список видов
Международный союз орнитологов признаёт 2 вида монжит:
| Иллюстрация | Русское название       | Научное название | Распространение                                   |
| ----------- | ---------------------- | ---------------- | ------------------------------------------------- |
|             | Белопоясничная монжита | Xolmis velatus   | Боливия, Бразилия, Аргентина и Парагвай           |
|             | Монжита-вдовушка       | Xolmis irupero   | Бразилия, Парагвай, Аргентина, Боливия и Уругвай. |

В 2020 году часть видов, ранее относимых к роду Xolmis, была перенесена в роды Nengetus (1 вид), Neoxolmis (4 вида) и Heteroxolmis (1 вид).